# Grenadin

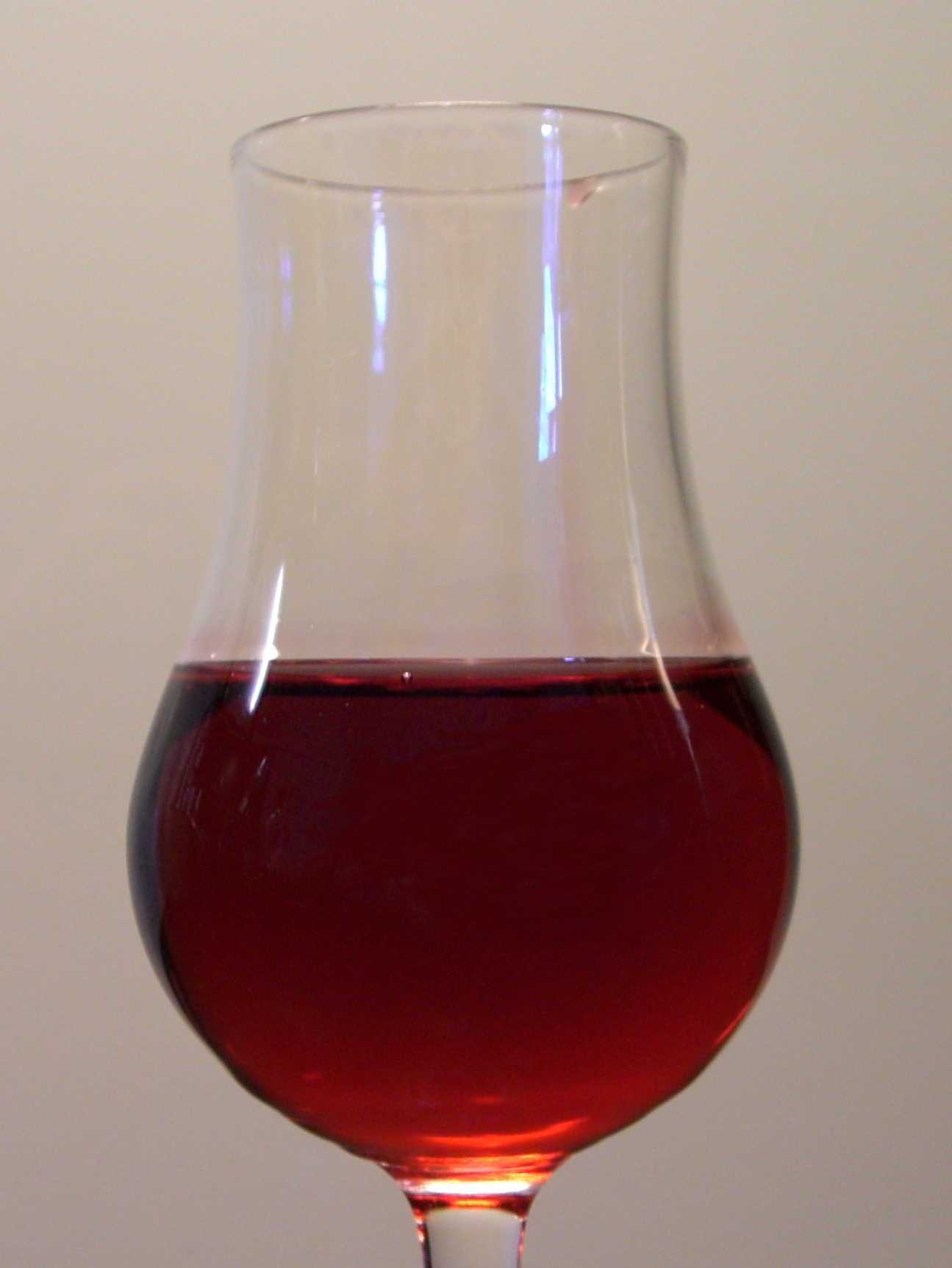
Ett glas grenadin

Grenadin är saft av granatäpple, med eller utan konstgjorda färgämnen. Färgen är intensivt röd. Den används i drinkar som till exempel San Francisco eller Tequila Sunrise, både för smakens skull och för den djupröda färgen. Smaken är mycket söt men annars ganska neutral.